# Lijst van nummer 1-hits in Australië in 2018
Deze hits stonden in 2018 op nummer 1 in de ARIA Charts, de bekendste hitlijst in Australië.
| Datum        | Artiest                     | Titel                           |
| ------------ | --------------------------- | ------------------------------- |
| 7 januari    | Ed Sheeran                  | Perfect                         |
| 14 januari   | Ed Sheeran                  | Perfect                         |
| 21 januari   | Ed Sheeran                  | Perfect                         |
| 28 januari   | Ed Sheeran                  | Perfect                         |
| 4 februari   | Drake                       | God's plan                      |
| 11 februari  | Drake                       | God's plan                      |
| 18 februari  | Drake                       | God's plan                      |
| 25 februari  | Drake                       | God's plan                      |
| 4 maart      | Drake                       | God's plan                      |
| 11 maart     | Drake                       | God's plan                      |
| 18 maart     | Drake                       | God's plan                      |
| 25 maart     | Drake                       | God's plan                      |
| 1 april      | Drake                       | God's plan                      |
| 8 april      | Drake                       | God's plan                      |
| 15 april     | Drake                       | God's plan                      |
| 22 april     | Drake                       | Nice for what                   |
| 29 april     | Ariana Grande               | No tears left to cry            |
| 6 mei        | Post Malone & Ty Dolla $ign | Psycho                          |
| 13 mei       | Drake                       | Nice for what                   |
| 20 mei       | Childish Gambino            | This is America                 |
| 27 mei       | 5 Seconds of Summer         | Youngblood                      |
| 3 juni       | 5 Seconds of Summer         | Youngblood                      |
| 10 juni      | 5 Seconds of Summer         | Youngblood                      |
| 17 juni      | 5 Seconds of Summer         | Youngblood                      |
| 24 juni      | 5 Seconds of Summer         | Youngblood                      |
| 1 juli       | 5 Seconds of Summer         | Youngblood                      |
| 8 juli       | 5 Seconds of Summer         | Youngblood                      |
| 15 juli      | 5 Seconds of Summer         | Youngblood                      |
| 22 juli      | Drake                       | In my feelings                  |
| 29 juli      | Drake                       | In my feelings                  |
| 5 augustus   | Drake                       | In my feelings                  |
| 12 augustus  | Drake                       | In my feelings                  |
| 19 augustus  | Dean Lewis                  | Be Alright                      |
| 26 augustus  | Dean Lewis                  | Be alright                      |
| 2 september  | Dean Lewis                  | Be alright                      |
| 9 september  | Dean Lewis                  | Be alright                      |
| 16 september | Dean Lewis                  | Be alright                      |
| 23 september | George Ezra                 | Shotgun                         |
| 30 september | George Ezra                 | Shotgun                         |
| 7 oktober    | George Ezra                 | Shotgun                         |
| 14 oktober   | George Ezra                 | Shotgun                         |
| 21 oktober   | George Ezra                 | Shotgun                         |
| 28 oktober   | Lady Gaga & Bradley Cooper  | Shallow                         |
| 4 november   | Lady Gaga & Bradley Cooper  | Shallow                         |
| 11 november  | Lady Gaga & Bradley Cooper  | Shallow                         |
| 18 november  | Ariana Grande               | Thank U, next                   |
| 25 november  | Ariana Grande               | Thank U, next                   |
| 2 december   | Ariana Grande               | Thank U, next                   |
| 9 december   | Ariana Grande               | Thank U, next                   |
| 16 december  | Ariana Grande               | Thank U, next                   |
| 23 december  | Ariana Grande               | Thank U, next                   |
| 30 december  | Mariah Carey                | All I want for Christmas is you |